# Milano (Texas)
Pour les articles homonymes, voir Milano (homonymie).
La ville de Milano est située dans le comté de Milam, dans l’État du Texas, aux États-Unis. Sa population s’élevait à 428 habitants lors du recensement de 2010, estimée à 421 habitants en 2016.

## Personnalité liée à la ville
Le 5 novembre 1960, le chanteur de country Johnny Horton est mort dans les environs de Milano dans un accident de la circulation.